# Département de la Justice (Irlande du Nord)
Pour les articles homonymes, voir Département de la Justice.
Le département de la Justice (en anglais : Department of Justice) est le département ministériel dévolu d'Irlande du Nord chargé de l'ordre public et de la politique pénale.
Le poste est occupé par Naomi Long depuis le 3 février 2024.

## Fonctions
Le département exerce ses compétences dans les domaines : 
- de la loi pénale ;
- de la police ;
- des poursuites judiciaires ;
- de l'ordre public, des tribunaux ;
- des prisons ;
- de la libération conditionnelle.

Le Parlement du Royaume-Uni a conservé les compétences (reserved matters) en matière de :
- droit de grâce ;
- classification des stupéfiants ;
- crime organisé ;
- régimes d'aménagement de peines ;
- manifestations ;
- réglementation des explosifs.

Il ne peut transférer les compétences (excepted matters) concernant :
- l'extradition ;
- la justice militaire ;
- l'immigration ;
- la sécurité nationale.

Le département exerce la tutelle sur le Service de Police d'Irlande du Nord (PSNI) au travers du bureau de la police.

## Histoire
À la suite du référendum du 23 mai 1998 sur l'accord du Vendredi saint, et la sanction royale de la loi sur l'Irlande du Nord de 1998 le 19 novembre suivant, une Assemblée et un Exécutif sont établis par le gouvernement travailliste du Premier ministre Tony Blair. Ce processus, connu sous le nom de « dévolution », poursuit le but de donner à l'Irlande du Nord son propre pouvoir législatif.
Entre le 12 février et le 30 mai 2000, puis du 15 octobre 2002 au 8 mai 2007, la dévolution est suspendue et le département passe sous administration directe d'un ministre du bureau pour l'Irlande du Nord, qui constitue l'un des départements ministériels du Royaume-Uni.
Le transfert des compétences dans le domaine de la justice et de la police du gouvernement et du Parlement britanniques n'est toutefois effectué qu'en 2010. Le département est alors confié à un membre du Parti de l'Alliance de l'Irlande du Nord (APNI), officiellement désigné comme « autre », c'est-à-dire ni unioniste ni nationaliste.
Après les élections législatives du 5 mai 2016, l'APNI refuse de siéger au sein de l'Exécutif. Les deux seuls partis y participant confient donc le département de la Justice à une personnalité indépendante.

## Titulaires
| Nom                                          | Nom           | Dates           | Dates           | Parti        |
| -------------------------------------------- | ------------- | --------------- | --------------- | ------------ |
|                                              | David Ford    | 12 avril 2010   | 25 mai 2016     | APNI         |
|                                              | Claire Sugden | 25 mai 2016     | 26 janvier 2017 | Indépendante |
| Suspension des institutions nord-irlandaises |               |                 |                 |              |
|                                              | Naomi Long    | 11 janvier 2020 | 27 octobre 2022 | APNI         |
| Suspension des institutions nord-irlandaises |               |                 |                 |              |
|                                              | Naomi Long    | 3 février 2024  | en fonction     | APNI         |